# Alas-Straße
Die Alas-Straße ist eine Meerenge zwischen den indonesischen Inseln Lombok und Sumbawa. Sie verbindet den Indischen Ozean mit der Balisee. 
Administrativ gehört die Alas-Straße zur Provinz Nusa Tenggara Barat. 